# 500 Zmotoryzowany Batalion SS Geologii Wojennej
500 Zmotoryzowany Batalion SS Geologii Wojennej (niem. SS-Wehrgeologen-Bataillon (mot.) 500) – specjalistyczny oddział wojskowy sił zbrojnych III Rzeszy podczas II wojny światowej

## Historia
Oddział został sformowany pod koniec 1942 r. w Hamburgu. Podlegał bezpośrednio SS-Führungshauptamt. Na jego czele stanął geolog dr Rolf Höhne, który otrzymał stopień SS-Obersturmbannführera. Pododdziałami dowodzili oficerowie w stopniu doktora. Latem 1943 r. jedna kompania została odkomenderowana do włoskiej prowincji Reggio Emilia. We Włoszech do oddziału dołączyło ok. 200 Włochów. W połowie marca 1944 r. cały oddział (trzy kompanie) został przeniesiony do francuskiej Bretanii, gdzie był wykorzystany przy budowie obrony nadbrzeżnej i pracach przygotowawczych do zalania terenów nadmorskich. Do jego zadań należało też rozpoznawanie sejsmograficzne ekspozji spowodowanych przez pociski rakietowe V1. Po odpoczynku w holenderskim Hengelo przetransportowano go w połowie września tego roku do północnych Włoch. Stacjonował w prowincji Trydent, przygotowując pozycje obronne w górzystym terenie. Wykonywał też prace archeologiczne na osobiste rozkazy SS-Reichsführera Heinricha Himmlera. Ponadto uczestniczył w akcjach antypartyzanckich. Liczył wówczas ok. 650 ludzi podzielonych na 4 kompanie. Wszyscy oficerowie byli geologami lub inżynierami. W pierwszych dniach maja 1945 r. oddział wycofał się w rejon miejscowości Kurtatsch an der Weinstraße, gdzie w połowie maja tego roku poddał się amerykańskiej 88 Dywizji Piechoty. Do końca wojny straty oddziału wyniosły ok. 100 zabitych i rannych.

## Skład organizacyjny
- 1 kompania – d-ca SS-Hauptsturmführer dr Heinzelmann
- 2 kompania – d-ca SS-Hauptsturmführer dr Fritz Wachsmuth
- 3 kompania – d-ca SS-Hauptsturmführer dr Wolfgang Diezemann
- 4 kompania – d-ca SS-Hauptsturmführer dr Hans Robitsch